# Hashim Thaçi
Hashim Thaçi (født 24. april 1968 i Burojë, Drenica, Jugoslavien (nuværende Kosovo) er politiker, femte præsident siden 2016 og tidligere premierminister i Kosovo.

## Biografi
Hashim Thaçi er næstyngste af otte ørn og studerede filosofi og historie ved universitetet i Pristina. Mens han studerede var han albansk studenterleder og den første præsident for studenterorganisationen ved det albanske universitet i Pristina, der opstod parallelt med det etablerede universitet i 1989. Det albanske universitet opstod som protest mod den status, Slobodan Milošević havde givet til Kosovo.
Hashim Thaçi flygtede til Schweiz, hvor han fik politisk asyl og fortsatte sine studier i historie og nu også international lov i Luzern og Zürich – det sidste sted hos Carsten Goehrke. Han fulgte også forelæsninger hos Stephan Kux. Både Goehrke og Kux opfordrede til, at man ikke fulgte en alt eller intet strategi i Kosovo. I 1993 tilsluttede Thaçi sig den kosovoalbanske politiske eksilgruppe, og han blev han en af grundlæggerne af UÇK, Kosovos Befrielseshær, omkring samme tid.

### Kosovos Befrielseshær
Han var en central person i UÇK, hvor han med kampnavnet "Gjarpëri" ("Slangen") havde ansvaret for at skaffe økonomiske og våbenmæssige midler samt for at resultaterne af træning af guerillasoldater i Albanien blev overført til Kosovo. Serbiske myndigheder dømte ham in absentia til 22 års fængsel for terroristvirksomhed.
26. juni 1998 blev der afholdt møde i Genève mellem Hashim Thaçi, Bardhyl Mahmuti og den amerikanske diplomat Robert Gelbard, dvs. et par dage efter Richard Holbrookes besøg i Kosovo. Allerede inden da havde der været flere hemmelige kontakter mellem amerikanerne og UÇK.
Hashim Thaçi vendte tilbage til Kosovo i november 1998 hvor han involverede sig i guerillakrigen, der havde fundet sted i nogle år, men tydeligt var blusset op i sommeren 1998. Det følgende år var han leder af den kosovoalbanske delegation ved Rambouillet-forhandlingerne. I vesten blev han betragtet som fornuftens stemme i UÇK, og hans tilstedeværelse ved forhandlingerne viste en vilje til at acceptere autonomi for Kosovo inden for serbiske rammer. Thaçi arbejdede samtidig for at sikre sin gruppering magten i UÇK, og da der skulle dannes en provisorisk regering, blev der satset på en koalition med ham som premierminister – til den borgerlige leder af LDK, Ibrahim Rugovas fortrydelse. I den samme periode skal han angiveligt have sørget for likvidering af en række af sine rivaler.

## Tiden efter sommeren 1999
Efter NATO-invasionen overtog UNMIK og franskmanden Bernard Kouchner, den første SRSG, dvs. den særlige representant for FN's generalsekretær, den politiske magt i Kosovo, hvilket var en konsekvens af Sikkerhedsrådets resolution nr. 1244. Hashim Thaçi var dermed ikke længere premierminister, men blev medlem af UNMIK's overgangsråd.
UÇK blev opløst som følge af resolution nr. 1244, og der blev dannet nye partier, hvoraf et af dem udsprang af UÇK, nemlig PDK som Hashim Thaçi blev leder af. Han deltog i USIP's Lansdowne-konference i september 1999, hvor man fra amerikansk side forsøgte at påvirke de kosovoalbanske politikere til at samarbejde.
Da den første egentlige regering blev dannet, var han og hans parti blandt dem, der stod bag magtdelingsaftalen. Hans parti fik premierministerposten, mens LDK's Ibrahim Rugova fik præsidentposten, der valgte at holde sig ude af regeringen. Efter det følgende valg indgik Ibrahim Rugova i stedet en aftale med Ramush Haradinaj, som var formand for et mindre parti, der også var udsprunget af UÇK, men som var uenige med Hashim Thaçi.

## Kontroverser
I sin politiske karriere er Thaçi af forskellige medier ofte blevet beskyldt for at have kriminelle forbindelser. Mens han var leder af UÇK, skal han ifølge Washington Times have finansieret aktiviteterne med indtægter fra handel med heroin og kokain i Vesteuropa. Hans tilhængere hævder dog, at pengene er indsamlet af den albanske diaspora i USA samt givet af regeringerne i USA, Storbritannien og Albanien.
Thaçi er leder af TMK (Kosovos Beskyttelseskorps), der angiveligt skulle have presset penge af forretningsfolk til brug for Thaçis valgkampagne. Efter UÇK's opløsning med ophøret af den væbnede konflikt i 1999 gik flere af denne organisations medlemmer ind i TMK, og Kosovos Demokratiske Parti (PDK) blev dannet primært af den politiske ledelse af UÇK. Det gav på det nærmeste PDK monopol på magtmidlerne, og PDK har jævnligt benyttet disse magtmidler til at udøve vold og trusler mod politiske modstandere, så partiet har kunnet bevare kontrollen rundt om i landet, hvorved de har beskyttet kriminelle, der har været afhængige af lokal beskyttelse. Den udbredte korruption i PDK førte til, at partiet tabte det første frie valg i provinsen i 2001.
En nylig analyse af den organiserede kriminalitet i Kosovo foretaget af den tyske efterretningstjeneste Bundesnachrichtendienst (BND) og en fortrolig rapport udarbejdet af Bundeswehr beskylder Thaçi, Ramush Haradinaj samt store dele af Kosovos parlament for dyb involvering i organiseret kriminalitet. BND skriver: "Nøglespillerne (Haliti, Haradinaj og Thaçi) er nært indblandet i gensidige forbindelser mellem politik, forretning og organiseret kriminalitetsstrukturer i Kosovo." Rapporten beskylder Thaçi at have stået i spidsen for et "kriminelt netværk, der opererer over hele Kosovo" sidst i 1990'erne. Rapporten beskylder endvidere Thaçi for kontakter til tjekkiske og albanske mafiaorganisationer. Endelig beskylder den ham for sammen med Haliti at have beordret mord udført af en professionel lejemorder 'Afrimi', som angiveligt skal have stået bag mindst elleve lejemord.
En rapport fra Europarådet i december 2010 udpeger Thaçi som indblandet i narkosmugling og handel med organer. Rapporten nævner seks steder i nabolandet Albanien, hvor tilfangetagne serbere i visse tilfælde er blevet dræbt, hvorefter brugbare organer blev skåret ud og solgt.

## Valget i 2007 og uafhængighedserklæringen
Der blev afholdt parlamentsvalg i Kosovo 17. november 2007, der endte med en stemmeprocent på 40,1 %. Efter at 90 % af stemmerne var optalt, erklærede Thaçi PDK som vindere, idet de på det tidspunkt lå til at opnå 34 % af stemmerne. Han erklærede, at gå efter Kosovos selvstændighed, så snart FN's frist for afslutning af fredsforhandlingerne med Serbien udløb, hvilket var 10. december.
To dage senere reagerede flere EU-udenrigsministre på valgresultatet og Thaçis erklæring og advarede ham mod en uafhængighedserklæring uden at have drøftet det med andre lande. Luxembourgs Jean Asselborn og Sveriges Carl Bildt anbefalede kraftigt PDK at undgå forhastede handlinger, og EU's udenrigspolitiske leder Javier Solana understregede betydningen af grundige forberedelser inden formel uafhængighed, mens Storbritanniens europaminister Jim Murphy udtalte, at selvstændighed uden omverdenens støtte kunne føre til isolation af udbryderprovinsen.
Hashim Thaçi blev udpeget som leder af Kosovos parlament af præsident Fatmir Sejdiu 11. december og givet i opdrag at danne et parlament hurtigst muligt. PDK indledte samtaler om et formaliseret samarbejde med LDK og Alliancen for et nyt Kosovo, idet de tre partier tilsammen sad på 75 af parlamentets 120 pladser. Forhandlingerne førte til, at Thaçi 9. januar 2008 blev udnævnt til premierminister med 85 stemmer for og 22 imod. Ved den lejlighed annoncerede han sin hensigt om at opnå Kosovos uafhængighed, inden der var gået et halvt år.
17. februar 2008 erklærede Kosovo sig uafhængig af Serbien, og Thaçi blev premierminister i den nye uafhængige stat.
6. juni 2008 forsøgte en eller flere personer et attentatforsøg på Thaçi i hans hjem i Pristina. Han var dog ikke hjemme på det tidspunkt, og ingen kom til skade; attentatmændene forsvandt efter angrebet.